# IC 3558
IC 3558 ist eine Spiralgalaxie vom Hubble-Typ Sab? im Sternbild Jungfrau nördlich der Ekliptik. Sie ist schätzungsweise 1253 Millionen Lichtjahre von der Milchstraße entfernt.
Das Objekt wurde am 10. Mai 1904 vom Astronomen Royal Harwood Frost entdeckt.